# Steve Van Buren
Stephen W. „Steve“ Van Buren (* 28. Dezember 1920 in La Ceiba, Honduras; † 23. August 2012 in Lancaster, Pennsylvania), Spitznamen: Wham Bam oder Supersonic Steve, war ein US-amerikanischer American-Football-Spieler in der National Football League. Er spielte als Halfback bei den Philadelphia Eagles.

## Leben

### Jugend
Steve Van Buren wurde 1920 in Honduras geboren und wuchs zunächst in Tela auf. Im Alter von 10 Jahren starben seine Eltern. Er zog als Waisenkind nach New Orleans und wurde fortan dort von seinen Großeltern aufgezogen. In New Orleans besuchte er die Easton Highschool. Als besonders fleißiger Schüler galt Van Buren nicht. American Football spielte er erst in seinem letzten Schuljahr, da aber mit herausragendem Erfolg. Er stellte bei erzielten Touchdowns und erlaufenem Raumgewinn jeweils den Landesrekord auf. Seine herausragenden sportlichen Leistungen brachten ihm ein Sportstipendium ein.

### Spielerlaufbahn

#### Collegekarriere
Steve Van Buren studierte von 1941 bis 1943 an der Louisiana State University und spielte dort American Football bei den Tigers. Der kräftige Spieler wurde zunächst als Blocking Back eingesetzt und hatte die Aufgabe für seine Mitspieler den Weg in die gegnerische Endzone freizublocken. Erst in seinem letzten Studienjahr erhielt er die Möglichkeit auch als Halfback mit dem Ball selbst zu laufen. Seine 150 Läufe führten zu einem Raumgewinn von 847 Yards. Diese Werte waren, wie auf der High School, Landesrekord. Nach der Saison 1943 konnte er mit seinem Team in den Orange Bowl einziehen, den die Mannschaft mit 19:14 gegen die Texas A&M University gewann. Van Buren machte in diesem Spiel zum wiederholten Mal mit einer herausragenden Leistung die Scouts der NFL auf sich aufmerksam. Obwohl er sich den Fuß verstaucht hatte, lief er mit dem Ball über eine Gesamtstrecke von 172 Yards und trat erfolgreich als Punter und Placekicker an. Er trug dabei mit drei Touchdowns maßgeblich zum Sieg seiner Tigers bei. Van Buren wurde aufgrund seiner sportlichen Leistungen von seinem College mehrfach ausgezeichnet.

#### Profikarriere
Im Jahr 1944 wurde Steve Van Buren von den Philadelphia Eagles in der ersten Runde an fünfter Stelle gedraftet. Er erhielt ein Jahresgehalt von 4.000 US-Dollar. Trainer der Mannschaft war Greasy Neale, der Van Buren schon in dessen Rookiejahr als Starter einsetzte.

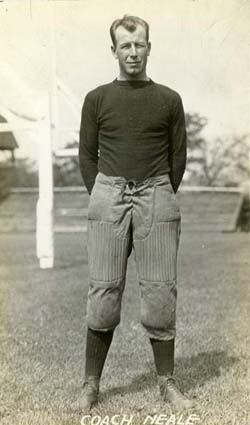
Greasy Neale

Bereits in seinem ersten Profijahr erzielte Van Buren mit 5,6 Yards Raumgewinn pro Lauf den höchsten Durchschnitt aller NFL-Spieler. Auch danach stellte Van Buren zahlreiche NFL Jahresrekorde auf. In den Spieljahren 1945 und 1947 bis 1949 stellte er die Jahresrekorde für den insgesamt erzielten Raumgewinn durch Laufspielzüge auf. In den vier Spielzeiten erzielten er auch die meisten Touchdowns.
Trotz der überdurchschnittlichen Leistungen von Van Buren blieben die Eagles bis 1947 ein durchschnittliches Team. Erst in diesem Jahr gelang Van Buren mit seiner Mannschaft der Einzug in die Play-offs. Im NFL Endspiel scheiterte man aber an den Chicago Cardinals mit 28:21. Van Buren erlief einen Touchdown, blieb aber ansonsten unter seinen üblichen Leistungen und konnte lediglich einen Raumgewinn von 26 Yards erlaufen.

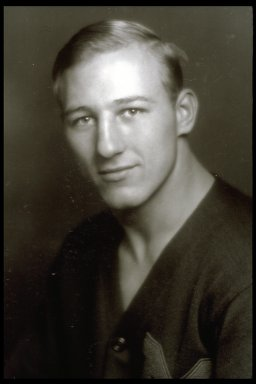
Al Wistert

Den Eagles gelang es 1947 den Wide Receiver Pete Pihos an das Team aus Philadelphia zu binden. Pihos und Van Buren waren neben Spielern wie Bucko Kilroy und Al Wistert die Grundsteine des Teams, welches von Neale zu einer Spitzenmannschaft geformt wurde. Die Offense der Eagles dominierte in den nächsten Jahren die NFL. 1948 konnte Van Buren die erste NFL Meisterschaft gewinnen. Erneut waren die Cardinals der Gegner. Steve Van Buren erzielte den entscheidenden Touchdown zum 7:0-Sieg seines Teams. Im Spiel gelang ihm zudem ein Raumgewinn von 98 Yards. Im folgenden Jahr wiederholten die Eagles ihren Titelgewinn und schlugen nach einer Saison mit 11 Siegen bei einer Niederlage im NFL Endspiel die Los Angeles Rams mit 14:0. Mit einem Raumgewinn von 196 Yards durch Laufspielzüge hatte Van Buren erneut entscheidend Anteil am Titelgewinn. Nach der Saison 1952 beendete Van Buren seine Laufbahn. Er hatte sich in der Saisonvorbereitung ein Bein gebrochen, was zu seinem vorzeitigen Karriereende beitrug.

## Familiäres
Der jüngere Bruder von Steve Van Buren, Ebert Van Buren, war gleichfalls Spieler der Eagles und spielte von 1951 bis 1953 in Philadelphia. Van Buren ging nach seiner Laufbahn verschiedenen Berufen nach und lebte lange Zeit in einem Vorort von Philadelphia. Er starb am 23. August 2012 an den Folgen einer Lungenentzündung in einem Altersheim in Lancaster, Pennsylvania. Seine Grabstätte ist nicht bekannt.

## Ehrungen
Steve Van Buren wurde siebenmal zum All Pro gewählt.
Er befindet sich in der Pro Football Hall of Fame und wird auf der Eagles Hall of Fame geehrt. Ferner ist er Mitglied im NFL 75th Anniversary All-Time Team, in der Louisiana State University Athletic Hall of Fame, in der Louisiana Sports Hall of Fame, in der Pennsylvania Sports Hall of Fame und im NFL 1940s All-Decade Team, sowie in der Philadelphia Sports Hall of Fame. Seine Rückennummer 15 ist bei den Eagles gesperrt. Die Zeitschrift The Sporting News wählte ihn zu einem der besten 100 Footballspieler aller Zeiten.